# Devoção
Devoção (do latim devotione) é dedicar-se a algo, muitas vezes na esfera religiosa. Neste último sentido, o termo comumente refere-se a práticas religiosas onde há encontro com a divindade privilegiadamente através da fé, mesmo quando há o uso da razão. A devoção implica, ainda, na existência de sentimento de respeito, apego e amor, envolvidos nas motivações que subjazem nas práticas referidas. A ausência de tais atitudes faz das prática religiosa tão somente uma religiosidade fria, ainda que carregada de disciplina.  

## Etimologia
Vem do latim devotio: 'voto, consagração, dedicação', 'consagração aos deuses infernais', 'imprecação, maldição', 'feitiço, maldição'.
Devotio vitae: 'sacrifício de vida'.
O latim devotus (devotado) significava: 'consagrado a, afetuoso a'; também: 'amaldiçoado, desastroso, ímpio'.
Devotus alicui: 'consagrado à defesa de alguém, devotado a alguém'.
Devoti: 'pessoas fiéis e leais'.
Um conceito relacionado é o grego eusebes (de onde vem o nome espanhol Eusébio ): eu (bom) e sebomai (reverência). Significou uma reverência sagrada cheia de admiração que foi demonstrada através de ações, reverência e contemplação. Entre os gregos, a devoção era uma forma de piedade prática dirigida exclusivamente aos pais; Por extensão, passou a ser usado direcionado a algum deus.
Atualmente o devoto é aquele que aplica diligentemente seu caráter em algum trabalho, culto ou adoração relacionado a Deus.

## No Catolicismo

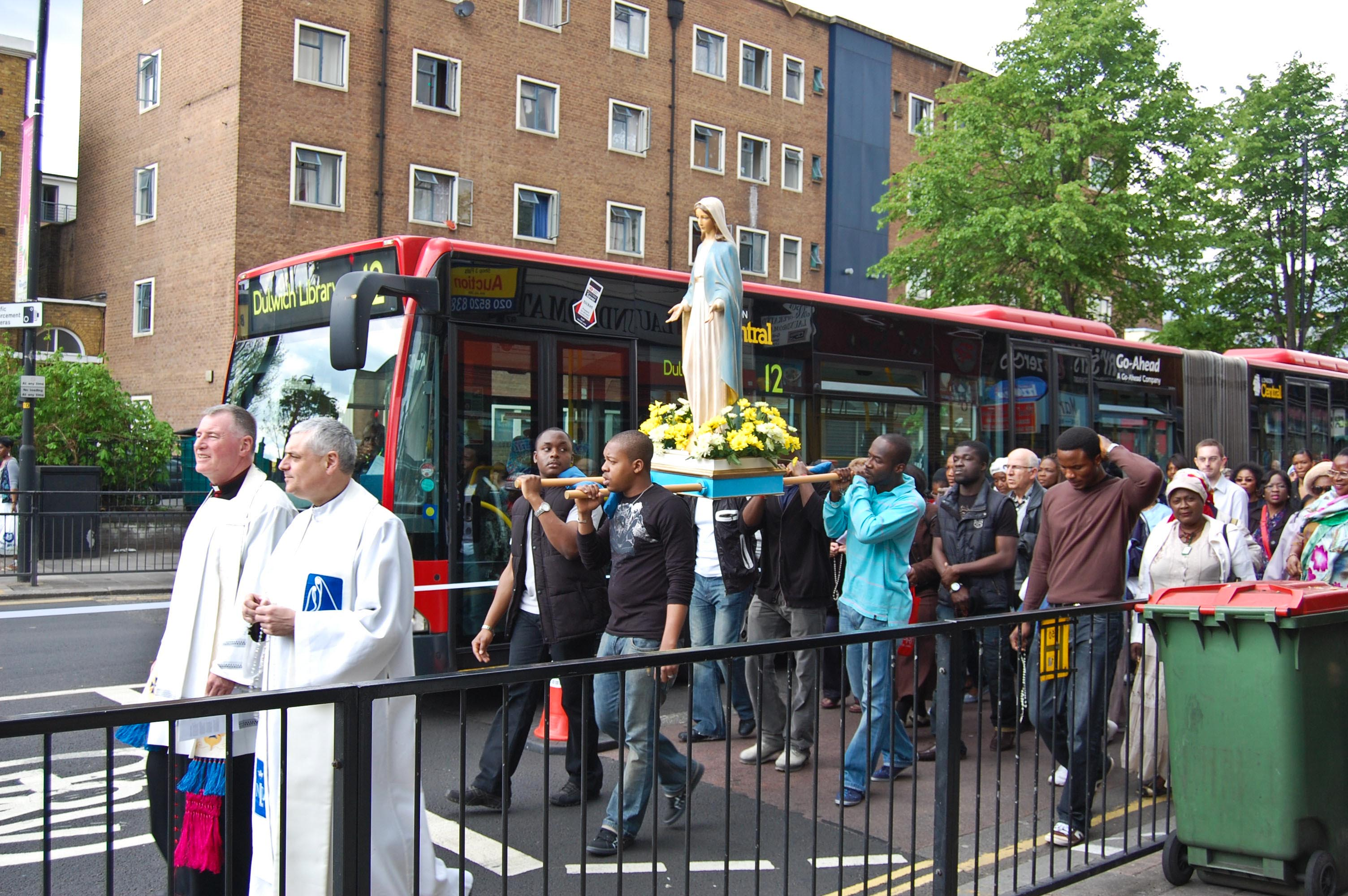
Procissão em homenagem à Virgem Maria em Londres. A devoção a Nossa Senhora é uma das principais devoções dentro do catolicismo.

Segundo a doutrina católica, a devoção é um "culto privado (pessoal ou comunitário)", centrado no ato de entrega ou consagração de si próprio ou da comunidade" ao amor de Deus (e, por extensão, ao das pessoas divinas, aos santos" e à Virgem Maria). As devoções, que são principalmente expressas através da oração, fazem parte de um "culto privado" mais amplo, que é a piedade popular. Estas expressões populares de fé desenvolveram-se à margem da liturgia oficial, mas elas, se forem sabiamente praticadas e mantidas longe de qualquer superstição, são reconhecidas pela Igreja Católica como importantes para o fomento da fé e da espiritualidade dos fiéis.
Este ato de entrega é exprimido através de "práticas piedosas exercidas, privada ou publicamente, como regra aprovadas pela Igreja. Em geral, estão ligadas a formas de espiritualidade, por exemplo, a Deus (consagração do dia), a Jesus (visita ao Santíssimo Sacramento, a via-sacra), ao Espírito Santo (invocação), a Nossa Senhora" (Santo Rosário, Escapulário do Carmo, Angelus etc.), a São José (devoção ao Castíssimo Coração, Sete Dores e Sete Alegrias, Sete domingos etc.), "ao Anjo da Guarda e aos Santos" (novenas, trezenas). Além das muitas "fórmulas de orações", esta espiritualidade pode, por exemplo, ser expressa também através de "peregrinações aos lugares sagrados"; de medalhas, relíquias, estátuas e imagens sagradas e bentas; de procissões; ou ainda de outros "costumes populares".
Na experiência espiritual, sempre sob assistência divina, a devoção "pode ser acompanhada de consolações (como em geral acontece nos principiantes generosos), mas também se pode purificar e aprofundar na aridez espiritual (sobretudo nos mais adiantados)". Ainda no âmbito das suas inúmeras expressões, existe essencialmente dois tipos de devoção:
- a devoção de veneração, que é voltado aos santos (chama-se dulia), sendo a veneração especial à Virgem Maria denominado de hiperdulia.
- a devoção de adoração ou latria, que é unicamente dirigido e prestado à Santíssima Trindade (Deus).

É preciso salientar que a devoção não é igual a idolatria, que é o culto de adoração que se presta a uma criatura, tributando-lhe a honra que é devida só a Deus. Apesar de a Igreja Católica insistir na diferença entre adoração e veneração, vários grupos religiosos, entre os quais os protestantes, acusam as venerações católicas como um ato de idolatria.

### No Brasil
Em seu livro Raízes do Brasil, Sergio Buarque de Holanda afirma que a pouca devoção dos brasileiros (ao menos na fé cristã) deve-se às características do homem cordial: averso ao ritualismo, irreverente, excessivamente cordial. "No Brasil, […], foi justamente o nosso culto sem obrigações e sem rigor, intimista e familiar,[…] que dispensava no fiel todo esforço, toda diligência, toda tirania sobre si mesmo, o que corrompeu, pela base, o nosso sentimento religioso".
Holanda cita o relato de Auguste de Saint-Hilaire, que visitou São Paulo na semana santa de 1822:

Ninguém se compenetra do espírito das solenidades. Os homens mais distintos delas participam apenas por hábito, e o povo comparece como se fosse a um folguedo. No ofício de Endoenças, a maioria dos presentes recebeu a comunhão da mão do bispo. Olhavam à direita e à esquerda, conversavam antes desse momento solene e recomeçavam a conversar logo depois.[...] As ruas viviam apinhadas de gente, que corria de igreja a igreja, mas somente para vê-las, sem o menor sinal de fervor.— Auguste de Saint-Hilaire
Sobre a religiosidade brasileira, "de superfície, menos atenta ao sentido íntimo das cerimônias do que ao colorido e à pompa exterior", Holanda cita Daniel Parish Kidder, missionário americano que esteve no Brasil no começo do século XIX, que escreve em um tom irônico:

Em meio do ruído e da mixórdia, da jovialidade e da ostentação que caracterizam todas essas celebrações gloriosas, pomposas, esplendorosas, quem deseje encontrar, já não digo estímulo, mas ao menos lugar para um culto mais espiritual, precisará ser singularmente fervoroso.— Daniel Parish Kidder
Um interessante estudo sobre as devoções no Brasil contemporâneo é o artigo "Devoções individuais dos soldados mortos em guerra: a documentação do Pelotão de Sepultamento (1944-1945)", no qual são analisados os objetos encontrados nos corpos dos militares da Força Expedicionária Brasileira que faleceram na Segunda Guerra Mundial.

## No Hinduísmo
No hinduísmo, a devoção compõe a vertente bhakti da religião.